# Казахский научно-исследовательский институт онкологии и радиологии
Казахский научно-исследовательский институт онкологии и радиологии (КазНИИОиР; каз. Қазақ онкология және радиология ғылыми-зерттеу институты) — научно-экспериментальный и организационно-методический центр в Алма-Ате, Казахстан. Оказывает онкологические и радиологические услуги населению РК. Учреждён в 1960 году в Алматы. Состоит из 9 научно-хирургических отделений, 3 радиологических, 7 диагностических и 3 экспериментальных отделений. Работает клиника на 430 коек. С 1960 года имеется аспирантура.
Основные направления научных исследований — совершенствование принципов профилактики, методов диагностики и лечения злокачественных опухолей. Осуществляет лечение онкологических больных современными хирургическими методами. Методы лечения и диагностики, разработанные в институте, используют онкологические центры стран СНГ, Индии, Швеции, Перу, Великобритании и др. В институте работают или работали академики НАН РК С. Б. Балмуханов и Ж. Н. Абдрахманов, доктора медицинских наук, профессоры А. А. Бейсебаев, Н. А. Ажигалиев, Ж. А. Арзыкулов, Г. С. Канапьянов, С. А. Баишева, А. Косаев, А. И. Шибанова и др. С 2002 года выпускается журнал «Онкология и радиология Казахстана».